# Brattås
Brattås est une localité de Suède située dans la commune de Kungsbacka du comté de Halland. Elle couvre une superficie de 0,58 km2. En 2010, elle compte 384 habitants.